# Timpanogos Cave National Monument
Timpanogos Cave National Monument est un réseau de grottes situé dans les montagnes Wasatch, près de American Fork dans l'Utah aux États-Unis.

## Accès et description
L'accès à la cavité nécessite une marche de deux kilomètres sur une piste pavée jusqu'au flanc d'une montagne. 
Il y a trois cavités principales : Hansen Cave, Middle Cave et Timpanogos Cave.

## Tourisme
Les visites de l'ensemble des trois cavités et de leur environnement sont possibles pendant l'ouverture du monument national, de mai à octobre.
Parmi les plus intéressants phénomènes spéléologiques observables pendant la visite des trois cavités (cf. supra), les hélictites ressemblent à des pailles de roche. On pense qu'elles se forment lorsque l'eau traverse le tube puis s'évapore en laissant un léger dépôt minéral à l'extrémité. D'autres phénomènes spéléologiques sont présents : colonnes souterraines, coulées de calcite, stalactites et stalagmites. 